# SC Schwanenstadt
Az SC Schwanenstadt egy megszűnt labdarúgóklub Schwanenstadtból, Ausztriából. A csapat 2008-ban pénzügyi problémák miatt oszlott fel, helyét az osztrák másodosztályban egy újonnan alapított klub, az FC Magna foglalta el.

## Külső hivatkozások
- Hivatalos honlap